# Angelo Gatti (generale)
Angelo Gatti (Capua, 9 gennaio 1875 – Milano, 19 giugno 1948) è stato un generale, saggista e romanziere italiano.

## Biografia
Nato in una famiglia con tradizioni militari, fu indirizzato alla vita militare: frequentò giovanissimo l'Accademia militare di Modena e fu destinato quindi alla guarnigione di Bologna. Fu successivamente in varie località: (Belluno, Palermo, Torino, Milano e Piacenza).
Dotato di una solida cultura umanistica e notevoli capacità di scrittore, nel 1912 fu nominato professore di storia e arte militare alla scuola di guerra di Torino e iniziò un'attività pubblicistica con articoli di storia, di letteratura, ma soprattutto di argomenti militari sulla Gazzetta del Popolo. Trasferito a Milano nel 1914 come capitano di Stato maggiore, iniziò a collaboratore al Corriere della Sera. Scoppiata la prima guerra mondiale, durante la neutralità italiana scrisse alcuni articoli dai quali si ricavava un suo pessimismo circa l'entrata in guerra dell'Italia.
Dopo l'entrata in guerra dell'Italia (24 maggio 1915) fu ufficiale di Stato maggiore, dapprima nella divisione del generale Cantore, successivamente (1916) nella prima armata agli ordini del generale Giardino e infine, nel febbraio 1917, divenne colonnello, venendo chiamato nel comando supremo del generale Cadorna, che lo nominò "capo dell'Ufficio storico del Comando supremo", di fatto come "storico a futura memoria della guerra italiana". In questa veste seguì i principali eventi bellici. Nello stesso anno, il 28 giugno, fu iniziato in Massoneria nella Loggia "Propaganda Massonica" di Roma. Dopo Caporetto rimase segretario particolare di Cadorna, destituito dal Comando supremo ma nominato membro del Consiglio di guerra interalleato di Versailles.
Terminata la guerra lasciò il servizio militare, si sposò con Emilia Castoldi e si stabilì a Camerano Casasco, dedicandosi alla letteratura a tempo pieno. Fu direttore della collana "Collezione italiana di diari, memorie, studi e documenti per servire alla storia della guerra del mondo", edita da Arnoldo Mondadori: 34 volumi pubblicati fra il 1925 e il 1935, comprendenti fra l'altro opere di Cadorna, Salandra, Giardino, Caviglia, Mira e dello stesso Gatti. La morte della moglie (1927) determinò una profonda crisi spirituale, dalla quale uscì con un cambiamento di interessi esclusivamente verso la narrativa. Il romanzo Ilia e Alberto (un amore coniugale che dura oltre la morte e si conclude con la fede religiosa) ebbe un successo clamoroso di critica e pubblico. Dopo un lungo periodo di oblìo, il romanzo è stato ripubblicato da Rizzoli nel 1994 nella collana diretta da don Luigi Giussani "I libri dello spirito cristiano"; sorprendentemente per quegli anni, ebbe uno straordinario successo di pubblico, riscontrabile nelle numerose ristampe. Nel 2008 è uscita una nuova ristampa, sempre per Rizzoli. Nel 1937 fu accolto nell'Accademia d'Italia. Trascorse gli ultimi anni della sua vita a Milano, nello stesso appartamento di via Leopardi dove aveva trovato ospitalità l'attivista pacifista Teresita dei Bonfatti Pasini, alias Alma Dolens.

## Scritti
Scrittore brillante, Gatti compose un gran numero di saggi e di opere di narrativa. I saggi di argomento militare sono generalmente divulgativi, chiari nell'esposizione, talora finalizzati a scopi di propaganda; furono apprezzati durante il periodo fascista, per cui Gatti fu accolto nell'Accademia d'Italia. Al contrario, molto più interessanti appaiono oggi i diari, pubblicati quasi tutti postumi. Considerato il punto di osservazione del Gatti, che aveva spesso conoscenza diretta dei fatti, e tenendo conto della competenza tecnica, questi ultimi scritti si collocano a livello di fonte storica, con un alto grado di attendibilità allorché si tratta di eventi di cui Gatti fu testimone diretto (ad esempio Caporetto o la personalità di Cadorna).
Le opere di narrativa appaiono di impianto tradizionale ottocentesco, con una certa propensione per l'osservazione e il ritratto psicologico dei personaggi. Gatti era orientato verso il romanzo psicologico tardo-ottocentesco (Niccolò Tommaseo, Antonio Fogazzaro, Federico De Roberto).

### Saggi di argomento militare
- La guerra senza confini (Milano, Treves, 1915)
- L'Italia in armi (Milano, Treves, 1916)
- Le presenti condizioni militari della Germania (Milano, Treves, 1916)
- Servire! (Milano: Treves, 1917)
- Per l'aspra via alla meta sicura (Milano, Treves, 1917)
- Per la nostra salvezza (Milano, Treves, 1920)
- Il problema sociale della nazione armata (Milano, Treves, 1921)
- Uomini e folle di guerra (Milano, Treves, 1921)
- Nel tempo della tormenta (Milano, Mondadori, 1923)
- Uomini e folle rappresentative (1793-1890): saggi storici (Milano, Mondadori, 1925).
- La parte dell'Italia, rivendicazioni (Milano, Mondadori, 1926)

### Diari
- Tre anni di vita militare italiana: novembre 1920 - aprile 1924 (Milano, Mondadori, 1924)
- Un italiano a Versailles: dicembre 1917 - febbraio 1918 (postumo, a cura di Carlo Gatti, Milano, Ceschina, 1958)
- Caporetto. Dal diario di guerra inedito, maggio-dicembre 1917 (postumo, a cura di Alberto Monticone, Bologna, Il Mulino, 1964).

### Narrativa
Romanzi
- Ilia e Alberto (Milano, Mondadori, 1923; 14ª edizione: 1947)
- Il mercante di sole (Milano, Mondadori, 1942)

Racconti
- Speranze e dubbi: novelle per giovinetti (Milano, P. Carrara, 1919)
- Racconti di questi tempi (Milano, Mondadori, 1935)
- La terra: Racconti del paese di Camerano (Milano, Mondadori, 1939)

Poesia
- Giovinezza (Piacenza, Del Maino, 1910)
- Canti delle quattro stagioni (Milano, Mondadori, 1936)
- Il villaggio povero (Roma, Appia, 1941)

Aforismi, Saggi
- Il generale Giorgio Washington (Milano, Roma, Treves, Treccani, Tumminelli, 1932)
- Le massime e i caratteri (Milano, Mondadori, 1934)
- Ancoraggi alle rive del tempo (Milano, Mondadori, 1938)
- Federico De Roberto nel romanzo italiano (Roma, Nuova Antologia, 1939)
- Sulle vie dell'epopea (Milano, Mondadori, 1941)
- L'ombra sulla terra: storia sentimentale di tempi feroci (Milano, Garzanti, 1945)
- Risucchi (Milano, Cavallotti, 1947)

Teatro
- L'orecchio di Dionigi. Scene (Milano, La Poligrafica, 1902)
- La via chiusa (Milano, 1909)